# Cantón de Chartres-Sureste
El cantón de Chartres-Sureste era una división administrativa francesa, que estaba situada en el departamento de Eure y Loir y la región de Centro-Valle de Loira.

## Composición
El cantón estaba formado por seis comunas, más una fracción de la comuna que le daba su nombre:
- Berchères-les-Pierres
- Chartres (fracción)
- Gellainville
- Le Coudray
- Nogent-le-Phaye
- Prunay-le-Gillon
- Sours

## Supresión del cantón de Chartres-Sureste
En aplicación del Decreto nº 2014-231 de 24 de febrero de 2014, el cantón de Chartres-Sureste fue suprimido el 22 de marzo de 2015 y sus 7 comunas pasaron a formar parte; seis del nuevo cantón de Chartres-2 y la fracción de la comuna que le daba su nombre se unió con las demás para que, por medio de una reestructuración cantonal, fueran creados los nuevos cantones de Chartres-1, Chartres-2 y Chartres-3.